# Маурісіо (футболіст)
Маурісіо дос Сантос Насіменто (порт. Maurício dos Santos Nascimento, нар. 20 вересня 1988, Сан-Паулу) — бразильський футболіст, захисник малайзійського «Джохор Дарул Тазім», відомий виступами за низку європейських команд.

## Ігрова кар'єра
Народився 20 вересня 1988 року в місті Мауа. Вихованець футбольної школи клубу «Палмейрас». Основним гравцем першої команди захисник так і не став, через що більшість часу виступав в оренді в бразильських клубах КРБ, «Греміо», «Португеза Деспортос», «Віторія» (Салвадор) і «Жоїнвіль».
На початку 2013 року Маурісіо покинув зелених і на правах вільного агента перейшов в «Спорт Ресіфі».
Влітку того ж року захисник покинув батьківщину і перейшов у лісабонський «Спортінг». 18 серпня в матчі проти «Ароки» він дебютував у чемпіонаті Португалії. У цьому ж поєдинку Маурісіо забив свій перший гол за нову команду, замкнувши подачу з кутового.
На початку 2015 року Маурісіо перестав потрапляти в стартовий склад, через що на правах оренди перейшов у італійський «Лаціо». У матчі проти «Мілана» Маурісіо дебютував у італійській Серії А, замінивши у другому таймі Стефана де Врея. Влітку того ж року після закінчення терміну оренди керівництво римського клубу викупив трансфер Маурісіо за 2,7 млн євро. У складі «орлів» став фіналістом Кубку і Суперкубка Італії. Спочатку розглядався як один з основних захисників римської команди, але згодом став отримувати дедалі менше ігрового часу і половину свого контракту з «Лаціо» провів в орендах — спочакту в російському «Спартаку» (Москва), а згодом у польській «Легії».
У жовтні 2018 року контракт бразильця з італійським клубом було розірвано, і він на правах вільного агента став гравцем малайзійського «Джохор Дарул Тазім».

## Статистика виступів

### Статистика клубних виступів
Станом на 24 жовтня 2018 року
| Сезон                           | Команда                         | Чемпіонат                       | Чемпіонат | Чемпіонат | Національний кубок | Національний кубок | Національний кубок | Континентальні кубки | Континентальні кубки | Континентальні кубки | Інші змагання | Інші змагання | Інші змагання | Усього | Усього |
| Сезон                           | Команда                         | Ліга                            | Ігор      | Голів     | Ліга               | Ігор               | Голів              | Ліга                 | Ігор                 | Голів                | Ліга          | Ігор          | Голів         | Ігор   | Голів  |
| ------------------------------- | ------------------------------- | ------------------------------- | --------- | --------- | ------------------ | ------------------ | ------------------ | -------------------- | -------------------- | -------------------- | ------------- | ------------- | ------------- | ------ | ------ |
| 2007                            | КРБ                             | C (ІІІ)                         | 17        | 4         | —                  | —                  | —                  | —                    | —                    | —                    | —             | —             | —             | 17     | 4      |
| 2008                            | «Палмейрас»                     | ЛП+A                            | 0+13      | 0+0       | —                  | —                  | —                  | ПАК                  | 3                    | 0                    | —             | —             | —             | 16     | 0      |
| 2009                            | «Палмейрас»                     | ЛП+A                            | 4+14      | 0+1       | —                  | —                  | —                  | —                    | —                    | —                    | —             | —             | —             | 18     | 1      |
| Усього за «Палмейрас»           | Усього за «Палмейрас»           | Усього за «Палмейрас»           | 4+27      | 0+1       |                    | —                  | —                  |                      | 3                    | 0                    |               | —             | —             | 34     | 1      |
| 2010                            | «Греміо»                        | ЛГ+A                            | 7+0       | 0+0       | КБ                 | 0                  | 0                  | ПАК                  | 0                    | 0                    | —             | —             | —             | 7      | 0      |
| 2010                            | «Португеза Деспортос»           | ЛП+B (ІІ)                       | 0+16      | 0+2       | КБ                 | 1                  | 0                  | —                    | —                    | —                    | —             | —             | —             | 17     | 2      |
| 2011                            | «Португеза Деспортос»           | ЛП+B (ІІ)                       | 14+0      | 0+0       | КБ                 | 1                  | 0                  | —                    | —                    | —                    | —             | —             | —             | 15     | 0      |
| Усього за «Португеза Деспортос» | Усього за «Португеза Деспортос» | Усього за «Португеза Деспортос» | 14+16     | 0+2       |                    | 2                  | 0                  |                      | —                    | —                    |               | —             | —             | 32     | 2      |
| 2011                            | «Віторія» (Салвадор)            | ЛБ+B (ІІ)                       | 0+24      | 0+3       | КБ                 | 0                  | 0                  | —                    | —                    | —                    | —             | —             | —             | 24     | 3      |
| 2012                            | «Жоїнвіль»                      | ЛК+B (ІІ)                       | 1+31      | 0+2       | —                  | —                  | —                  | —                    | —                    | —                    | —             | —             | —             | 32     | 2      |
| 2013                            | «Спорт Ресіфі»                  | КН+ЛП+B (ІІ)                    | 0+14+3    | 0+0+0     | КБ                 | 4                  | 1                  | —                    | —                    | —                    | —             | —             | —             | 21     | 1      |
| 2013-14                         | «Спортінг»                      | ПЛ                              | 28        | 1         | КП+КЛ              | 2+1                | 1+0                | —                    | —                    | —                    | —             | —             | —             | 31     | 2      |
| 2014-15                         | «Спортінг»                      | ПЛ                              | 14        | 0         | КП+КЛ              | 2+0                | 0+0                | ЛЧ+ЛЄ                | 5+0                  | 0+0                  | —             | —             | —             | 21     | 0      |
| Усього за «Спортінг»            | Усього за «Спортінг»            | Усього за «Спортінг»            | 42        | 1         |                    | 5                  | 1                  |                      | 5                    | 0                    |               | —             | —             | 52     | 2      |
| 2014-15                         | «Лаціо»                         | A                               | 15        | 0         | КІ                 | 4                  | 0                  | —                    | —                    | —                    | —             | —             | —             | 19     | 0      |
| 2015–16                         | «Лаціо»                         | A                               | 24        | 0         | КІ                 | 2                  | 0                  | ЛЧ+ЛЄ                | 2+8                  | 0                    | СІ            | 0             | 0             | 36     | 0      |
| 2016–17                         | «Спартак» (Москва)              | ПЛ                              | 9         | 1         | КР                 | 1                  | 0                  | ЛЄ                   | 0                    | 0                    | -             | -             | -             | 10     | 1      |
| 2017-лют. 2018                  | «Лаціо»                         | A                               | 1         | 0         | КІ                 | 0                  | 0                  | ЛЄ                   | 0                    | 0                    | СІ            | 0             | 0             | 1      | 0      |
| лют.-черв. 2018                 | «Легія»                         | ЕК                              | 1+1       | 0         | КП                 | 1                  | 0                  | ЛЧ+ЛЄ                | 0                    | 0                    | СП            | 0             | 0             | 3      | 0      |
| черв.-жовт. 2018                | «Лаціо»                         | A                               | 0         | 0         | КІ                 | 0                  | 0                  | ЛЄ                   | 0                    | 0                    | -             | -             | -             | 0      | 0      |
| Усього за «Лаціо»               | Усього за «Лаціо»               | Усього за «Лаціо»               | 40        | 0         |                    | 6                  | 0                  |                      | 10                   | 0                    |               | -             | -             | 56     | 0      |
| Усього за кар'єру               | Усього за кар'єру               | Усього за кар'єру               | 251       | 14        |                    | 19                 | 2                  |                      | 18                   | 0                    |               | 0             | 0             | 288    | 16     |

## Титули і досягнення
- Переможець Ліги Пауліста (1):

«Палмейрас»: 2008
- Чемпіон Росії (1):

«Спартак» (Москва): 2016–17
- Володар Суперкубка Італії (1):

«Лаціо»: 2017
- Чемпіон Польщі (1):

«Легія»: 2017–18
- Володар Кубка Польщі (1):

«Легія»: 2017–18
- Чемпіон Малайзії (3):

«Джохор Дарул Тазім»: 2019, 2020, 2021
- Володар Кубка Малайзії (1):

«Джохор Дарул Тазім»: 2019
- Володар Суперкубка Малайзії (3):

«Джохор Дарул Тазім»: 2019, 2020, 2021